# حفاظت غیرفعال در برابر آتش
حفاظت غیرفعال در برابر آتش (به انگلیسی: Passive fire protection (PFP)) اجزا یا سیستم‌هایی از یک ساختمان یا سازه است که بدون فعال شدن سیستم و معمولاً بدون حرکت، گسترش اثرات آتش یا دود را کند یا مانع می‌شود. نمونه‌هایی از سیستم‌های غیرفعال شامل سقف و کف، درها، پنجره‌ها و مجموعه‌های دیواری ضدحریق، پوشش‌های مقاوم در برابر آتش و دیگر مجموعه‌های کنترل آتش و دود است. سیستم‌های حفاظت در برابر آتش غیرفعال می‌توانند شامل اجزای فعال مانند دمپرهای آتش باشند.